# 27 august
ianuarie • februarie • martie  • aprilie  • mai  • iunie  • iulie  • august  • septembrie  • octombrie  • noiembrie  • decembrie
27 august este a 239-a zi a calendarului gregorian și a 240-a zi în anii bisecți. Mai sunt 126 de zile până la sfârșitul anului.

## Evenimente

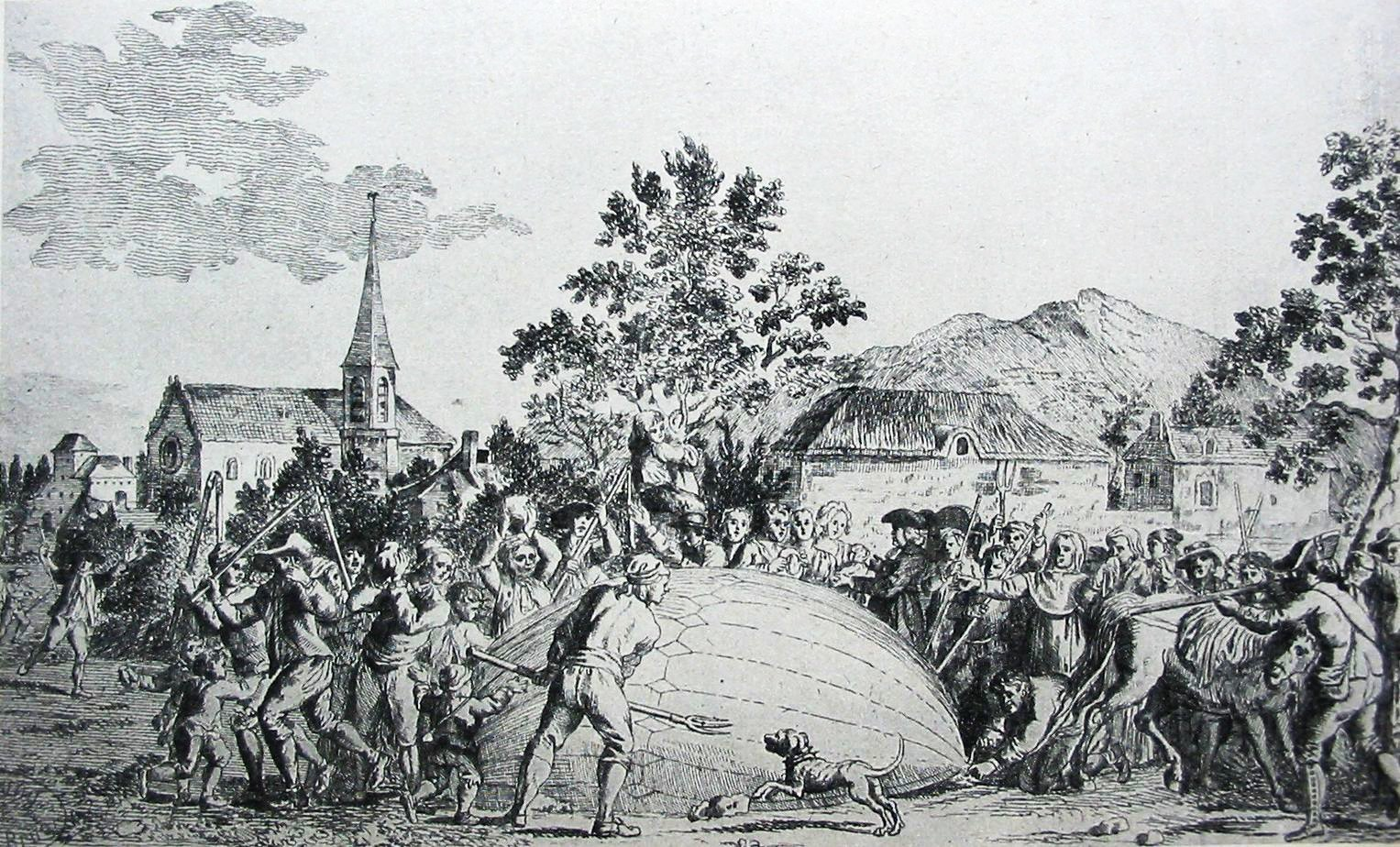
1783: Balonul construit de Jacques Charles și frații Robert este atacat de sătenii îngroziți din Gonesse.

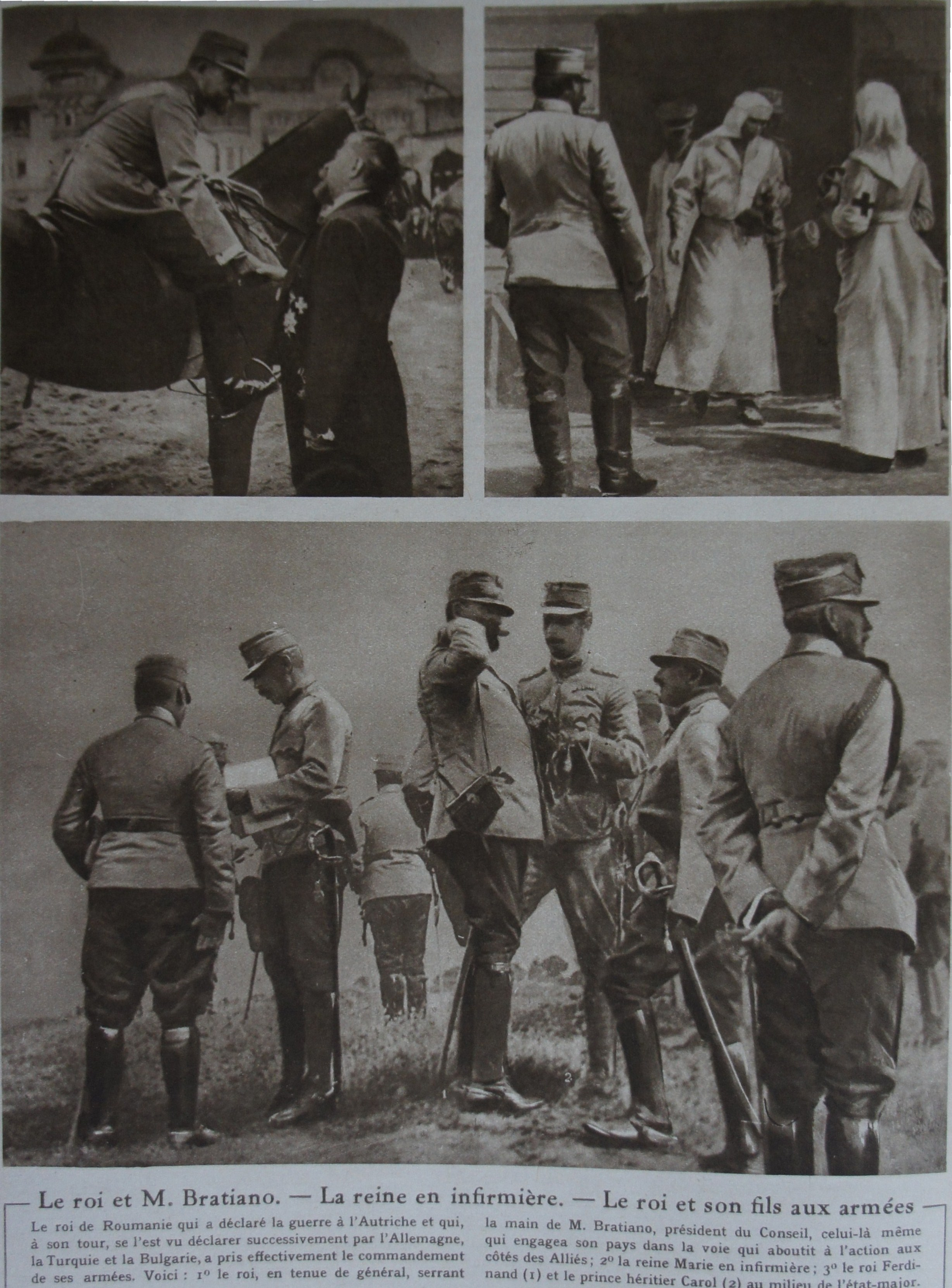
1916: Regatul României declară război Austro-Ungariei, intrând în război de partea Puterilor Antantei.

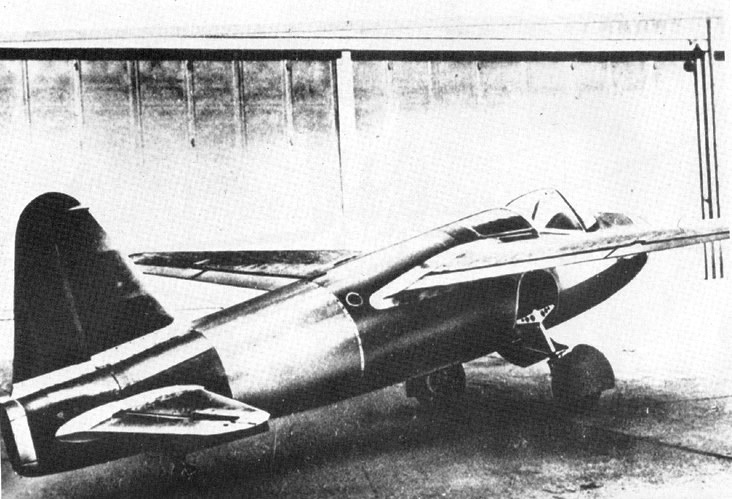
1939: Primul zbor al turboreactorului Heinkel He 178, primul avion cu reacție din lume.

- 1557: Bătălia de la Sf. Quentin face ca Emanuel Filibert să devină duce de Savoia.
- 1588: Tratat de comerț încheiat de Petru Șchiopul, domn al Moldovei, cu Elisabeta, regina Angliei. Reprezentantul reginei, William Harebone, ambasador la Constantinopol, încheie, în numele reginei, cu domnitorul Petru Șchiopul un tratat prin care supușii reginei urmau a fi liberi a se statornici și a face negoț, a vinde și a cumpăra, „ba chiar a face toate cele ce societatea omenească și obiceiul caută pentru negoț și pentru trebuințele vieții”.
- 1776: Armata britanică a învins Armata Continentală americană în cea mai mare înfruntare a Războiului de Independență al Statelor Unite, bătălia de la Long Island.
- 1783: Inventatorul franzez Jacques Charles și frații Robert au lansat de pe Champ de Mars, (acum locul Turnului Eiffel), primul balon din lume umplut cu hidrogen.[1] Balonul a zburat spre nord timp de 45 de minute și a aterizat la 21 de kilometri distanță în satul Gonesse, unde țăranii locali îngroziți l-au distrus cu furci[1] sau cuțite,[2] ca un presupus dispozitiv al diavolului.
- 1791: Revoluția Franceză: Frederic Wilhelm al II-lea al Prusiei și Leopold al II-lea, împăratul Sfântului Imperiu Roman, emit Declarația de la Pillnitz, prin care declară sprijinul comun al Sfântului Imperiu Roman și al Prusiei pentru monarhia franceză, agitând revoluționarii francezi și contribuind la izbucnirea Războiul Primei Coaliții.[3]
- 1813: Împăratul Napoleon I învinge armata pruso-austriacă în Bătălia de la Dresda, cauzându-i pierderi semnificative, inclusiv un număr mare de prizonieri.
- 1832: Odată cu capturarea ultimului șef indian, Black Hawk, se termină războiul la est de fluviul Mississippi în Statele Unite.
- 1877: A avut loc primul atac al trupelor române. Misiunea de asalt și cucerire a redanului otoman, din fața redutei Grivița-1 din sistemul de apărare a Plevnei, este încredințată Regimentului 13 dorobanți, comandat de locotenent-colonelul Ion Petrovici, și altor subunități din cadrul Diviziei a 4-a infanterie. Cucerirea acestui avanpost fortificat se înscrie ca o primă victorie a Armatei române. Pentru succesul repurtat, drapelul de luptă al Regimentului 13 dorobanți este distins cu Ordinul "Steaua României". De asemenea, se acordă unor ofițeri și soldați din subunitățile participante la atac Ordinul "Steaua României", precum și medalia "Virtutea militară".
- 1883: Explozia vulcanului Krakatau: Patru explozii enorme distrug aproape complet insula Krakatau și provoacă ani de schimbări climatice.
- 1896: Cel mai scurt război din istorie, războiul anglo-zanzibar a început la ora 9:02 dimineața și a durat 38 de minute. Motivul conflictului l-a reprezentat moartea sultanului pro-britanic, Hamad bin Thuwaini, și înscăunarea succesorului acestuia, Khalid bin Barghas. Guvernul Marii Britanii a preferat însa ca pe tronul Zanzibarului să urce Hamud bin Muhammed, un lider mult mai favorabil intereselor Coroanei Britanice.
- 1908: Dinastia Qing promulgă primul document constituțional din istoria Chinei, transformând imperiul Qing într-o monarhie constituțională.[4]
- 1916: Ambasadorul Edgar Mavrocordat depune la ora 21 la secretariatul Ministerului Austro-Ungar de Externe declarația de război din partea Regatului Român. Armata română înaintează pe trei direcții în Transilvania.
- 1928: La Paris, 15 state au semnat Pactul Kellogg-Briand, de respingere a războiului. Actul nu prevede nici o sancțiune împotriva celor care ar încălca pacea. România a aderat la acest pact la 4 septembrie 1928.
- 1939: Primul zbor al turboreactorului Heinkel He 178, primul avion cu reacție din lume.
- 1955: A apărut primul număr al The Guinness Book of Records, în Marea Britanie.[5]
- 1962: NASA lansează misiunea spațială Mariner 2 către Venus. Pe parcur ea descoperă vântul solar.
- 1979: Un atac cu bombă al IRA l-a ucis pe Louis Mountbatten, amiral britanic în cel de-al Doilea Război Mondial și alte trei persoane, în timp ce se afla în vacanță, pe iahtul său, în Sligo, Republica Irlanda.
- 1989: Marea Adunare Națională de la Chișinău a decis oficializarea limbii române și trecerea la alfabetul latin.
- 1991: Parlamentul de la Chișinău a adoptat Declarația de Independență a Republicii Moldova.
- 1990: Comunitatea Europeană recunoaște independența țărilor baltice: Estonia, Letonia și Lituania.
- 2003: Planeta Marte se află la cea mai mică distanță de Terra din ultimii 60.000 de ani, trecând la aproape 55.758.006 km de Pământ.

## Nașteri
- 1545: Alessandro Farnese, Duce de Parma (d. 1592)
- 1669: Anne Marie de Orléans, regină consort a Sardiniei și Siciliei (d. 1728)
- 1770: Georg Wilhelm Friedrich Hegel, filosof german (d. 1831)
- 1824: Joseph Marlin, scriitor și jurnalist german originar din Transilvania (d. 1849)
- 1858: Giuseppe Peano, matematician italian (d. 1932)
- 1865: Charles Gates Dawes, politician american, laureat Nobel (d. 1951)
- 1871: Theodore Dreiser, scriitor american (d. 1945)
- 1874: Carl Bosch, chimist german, laureat Nobel (d. 1940)
- 1884: Vincent Auriol, politician francez, al 16-lea președinte al Republicii Franceze (d. 1966)
- 1884: André Groult,  decorator și designer de mobilier francez (d. 1966)

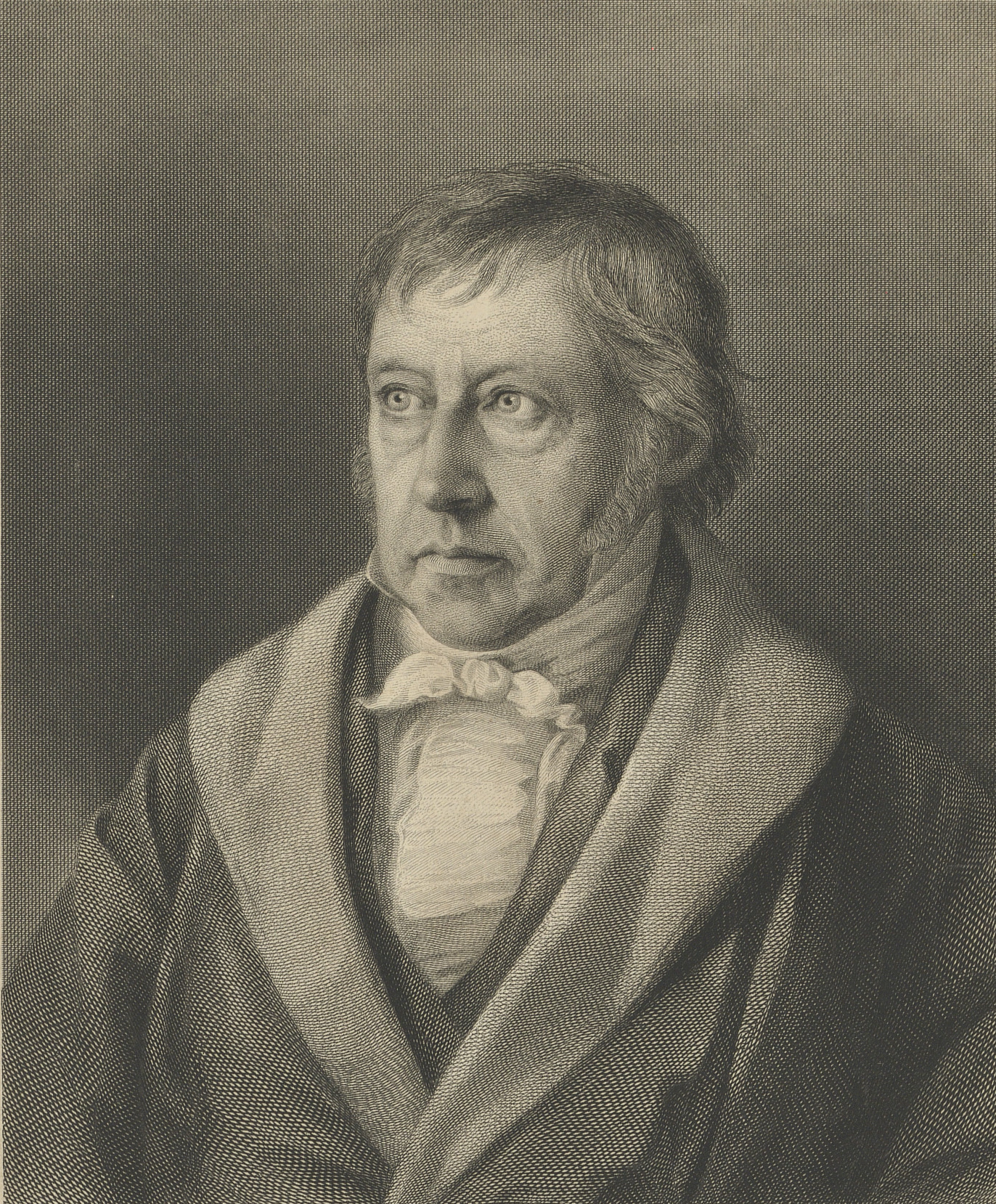
Georg Wilhelm Friedrich Hegel, filosof german
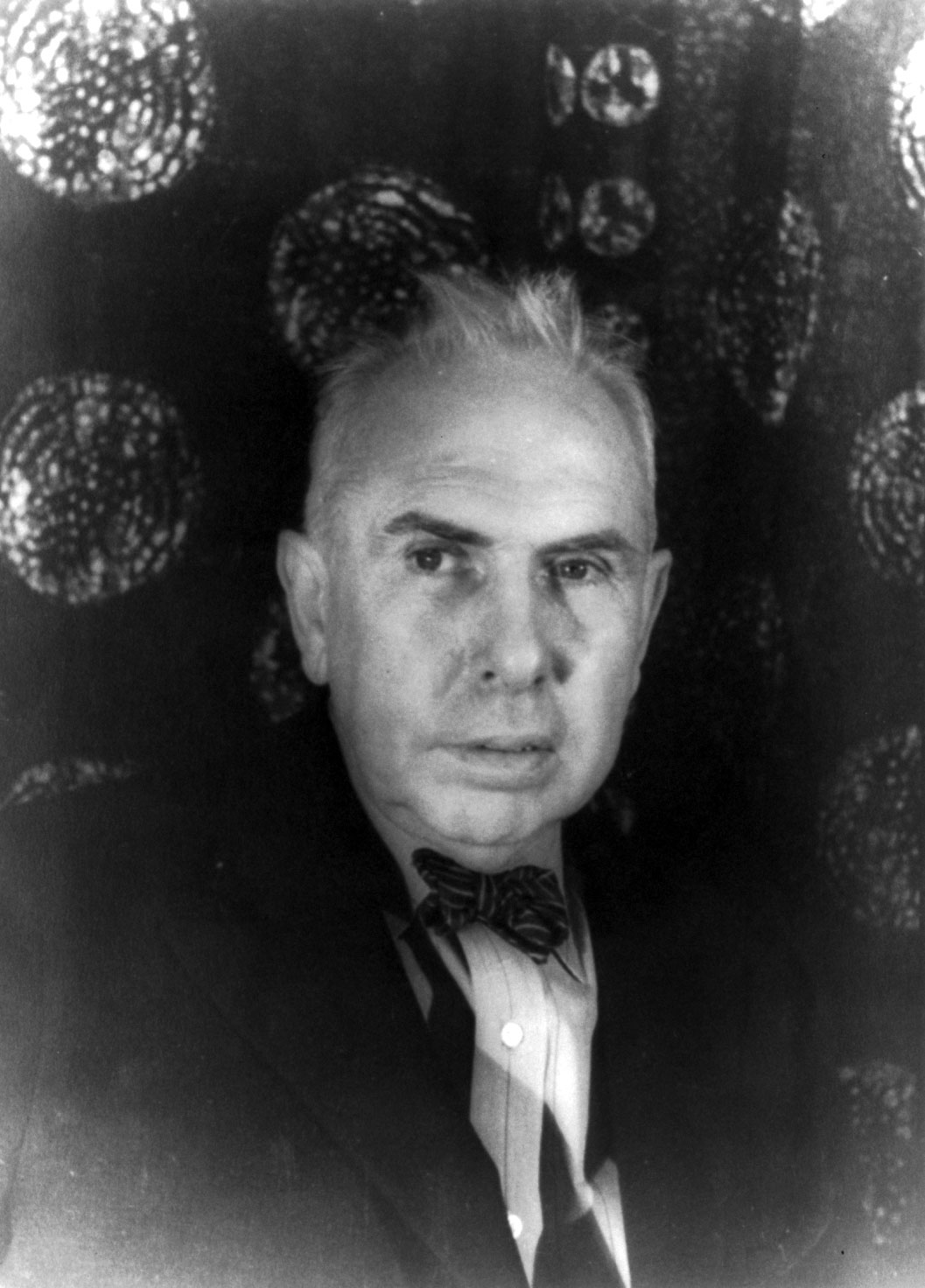
Theodore Dreiser, scriitor american
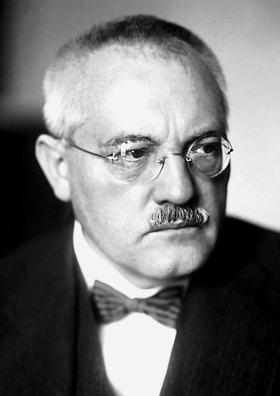
Carl Bosch, chimist german, laureat Nobel

- 1903: Miron Nicolescu, matematician român (d. 1975)
- 1908: Lyndon Johnson, al 36-lea președinte al Statelor Unite (d. 1973)
- 1913: Martin David Kamen, biochimist canadiano-american (d. 2002)
- 1915: Norman Ramsey, fizician american (d. 2011)
- 1918: Leon Levițchi, lingvist, filolog, shakespearolog român (d. 1991)
- 1928: Mircea Zaciu, critic și istoric literar român (d. 2000)
- 1928: Osamu Shimomura, chimist japonez, laureat Nobel (d. 2018)
- 1930: Zigu Ornea, critic literar român (d. 2001)
- 1931: Sri Chinmoy, autor, artist, poet și lider spiritual indian (d. 2007)
- 1941: Cesária Évora, cântăreață din Republica Capului Verde (d. 2011)
- 1947: Barbara Bach, actriță americană
- 1950: Mihai Mălaimare, actor și politician român
- 1952: Paul Reubens, actor american (d. 2023)
- 1959: Claudiu Bleonț, actor român de teatru și film
- 1961: Tom Ford, designer de modă american

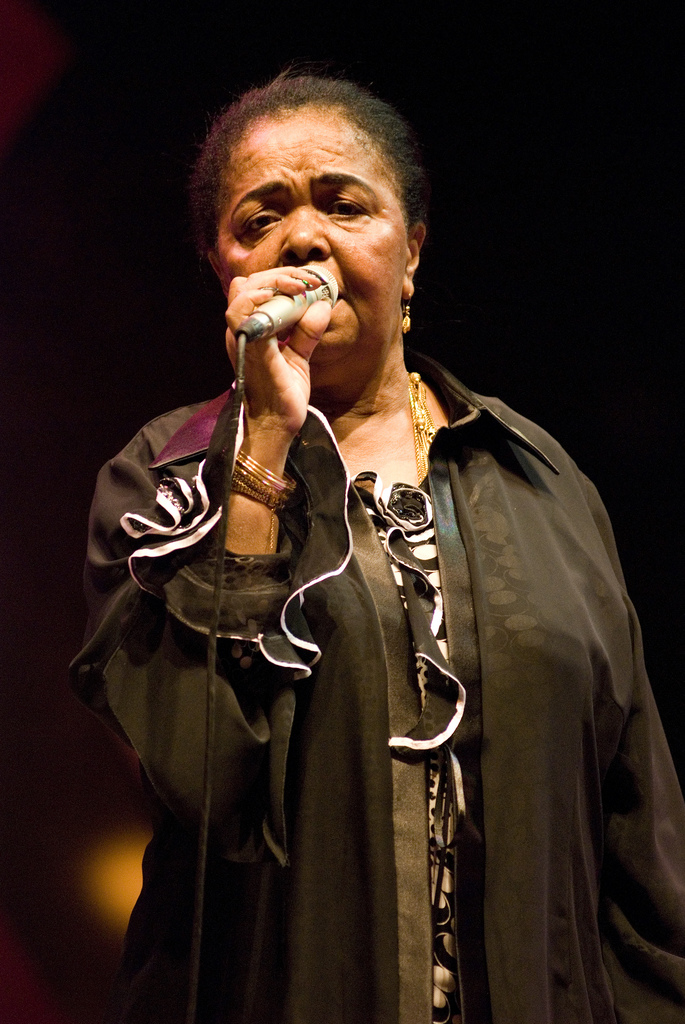
Cesária Évora, cântăreață din Republica Capului Verde
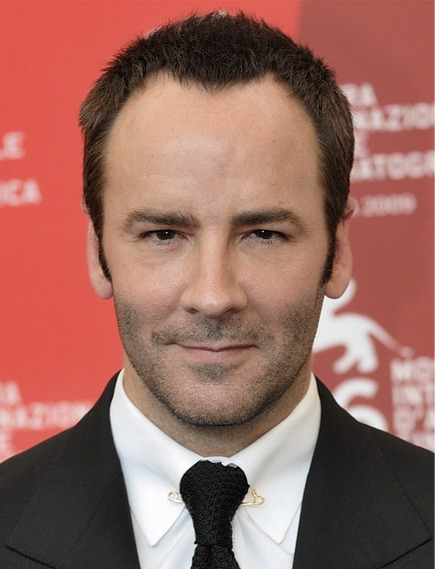
Tom Ford, designer de modă american
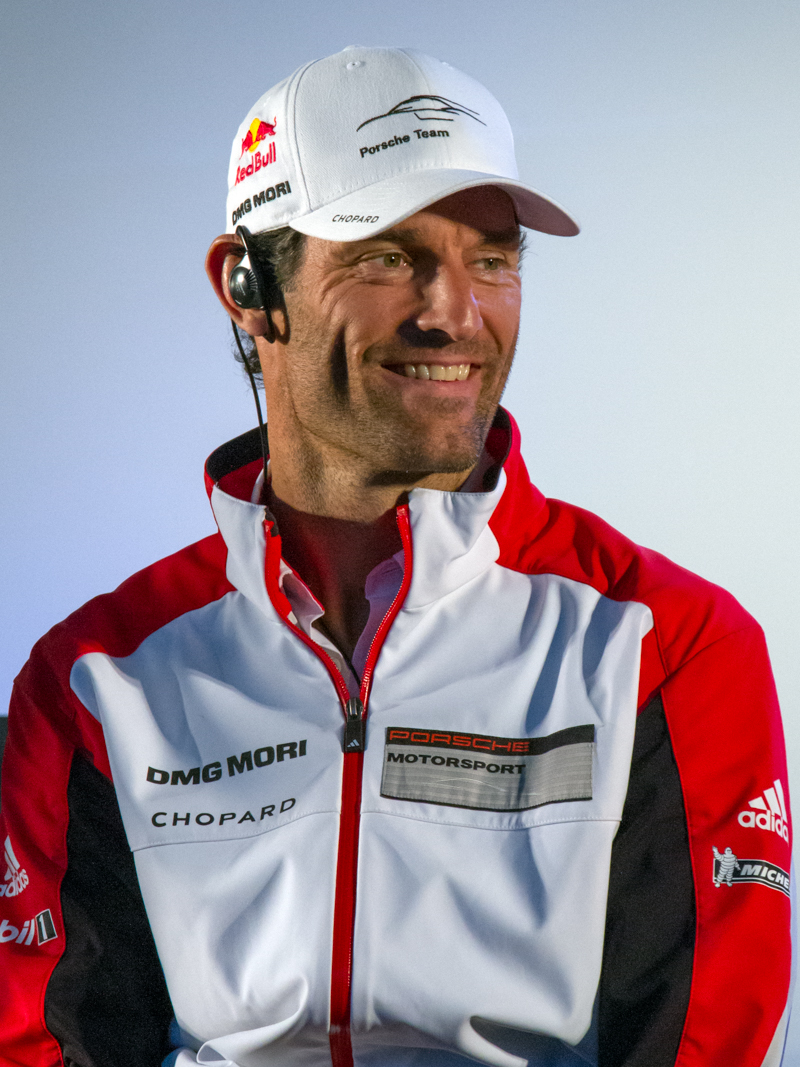
Mark Webber, pilot australian de Formula 1

- 1970: Peter Ebdon, jucător englez de snooker
- 1972: Horia Brenciu, cântăreț și prezentator român de televiziune
- 1976: Carlos Moyà, jucător spaniol de tenis
- 1976: Mark Webber, pilot australian de Formula 1
- 1981: Maxwell Cabelino Andrade, fotbalist brazilian
- 1982: Arthuro Henrique Bernhardt, fotbalist brazilian
- 1984: Sulley Muntari, fotbalist ghanez
- 1984: Corina Olar, jucătoare de fotbal română
- 1985: Nikica Jelavić, fotbalist croat
- 1985: Alexandra Nechita, pictor american de origine română
- 1990: William Bermudez, fotbalist columbian
- 1990: Luuk de Jong, fotbalist olandez
- 1990: Tori Bowie,  atletă americană  (d. 2023)
- 1991: Violetta Kolobova, scrimeră rusă

## Decese
- 0827: Papa Eugen al II-lea
- 1146: Eric al III-lea al Danemarcei (n. 1120)
- 1574: Bartolomeo Eustachi, medic italian (n. 1500)
- 1577: Tițian, pictor italian (n. 1490)
- 1590: Papa Sixt al V-lea (n. 1521)
- 1635: Lope Felix de Vega Carpio, dramaturg spaniol (n. 1562)
- 1649: Ecaterina de Brandenburg, principesă a Transilvaniei (n. 1604)
- 1664: Francisco Zurbarán, pictor spaniol (n. 1598)
- 1758: Barbara a Portugaliei, infantă portugheză, regină a Spaniei (n. 1711)

Tițian, pictor italian
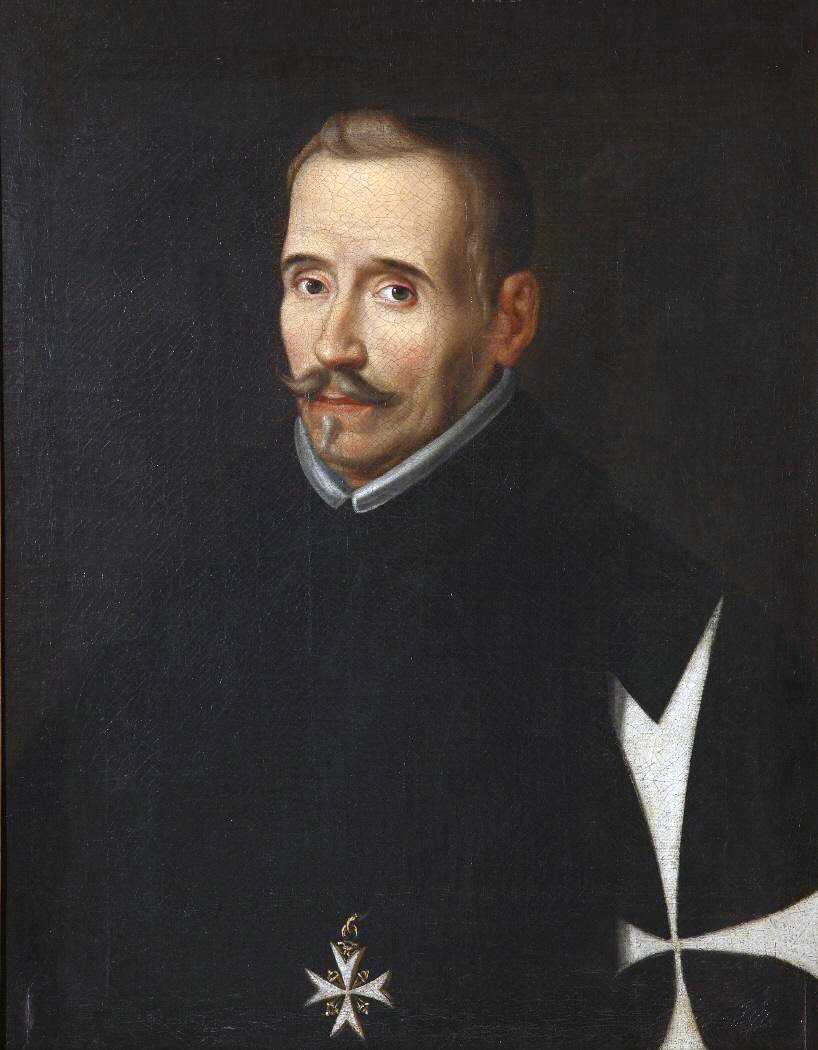
Lope Felix de Vega Carpio, dramaturg spaniol
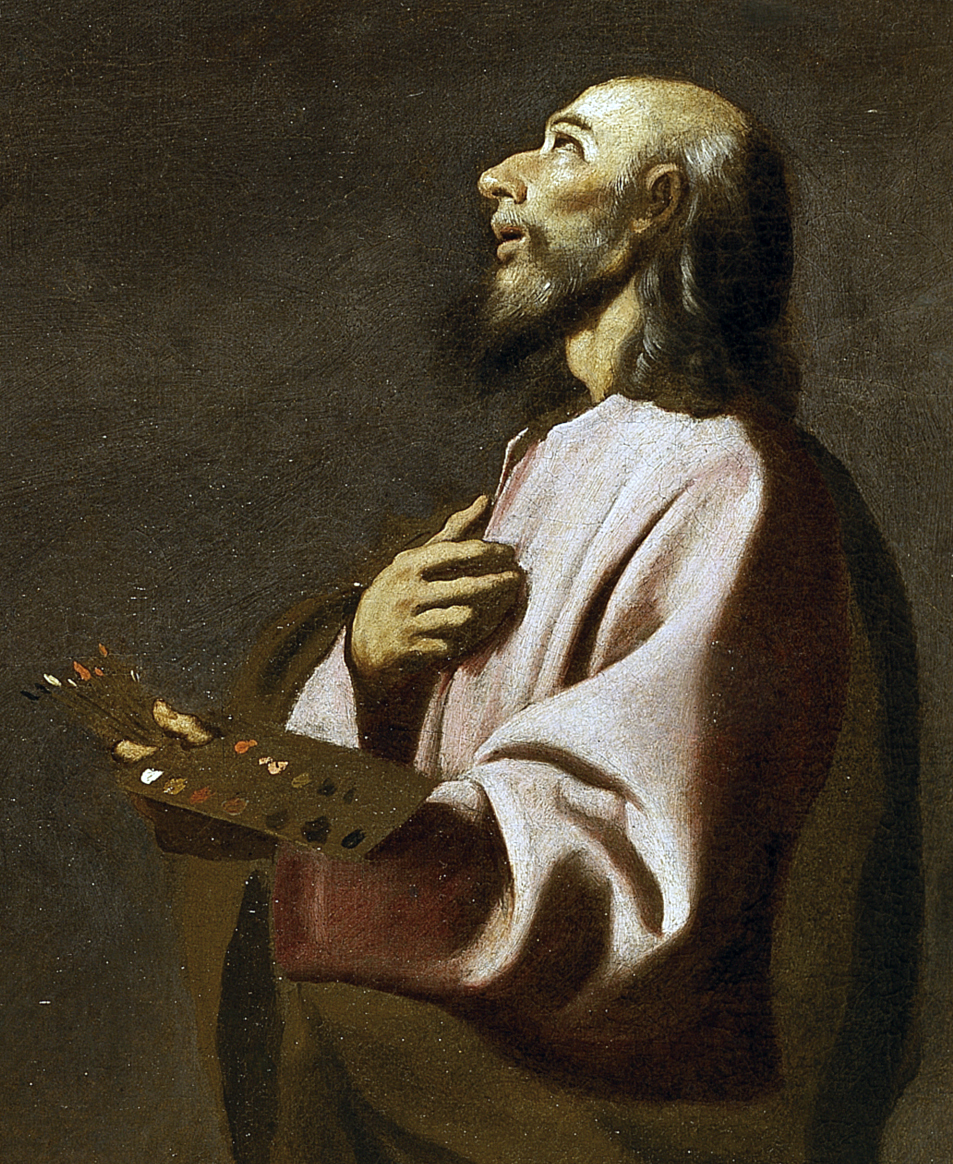
Francisco Zurbarán, pictor spaniol

- 1851: Ferdinand de Saxa-Coburg și Gotha, prinț german, general de cavalerie (n. 1785)
- 1874: Ștefan Golescu, politician român, prim-ministru al României  (n. 1809)
- 1905: Infanta Amelia Filipina a Spaniei (n. 1834)
- 1914: Eugen von Böhm-Bawerk, economist austriac (n. 1834)
- 1917: Ion Grămadă, scriitor și istoric român (n. 1886)
- 1943: Constantin Prezan, mareșal român (n. 1861)
- 1949: Theodora Cowan, sculptoriță și pictoriță australiană (n. 1868)
- 1950: Cesare Pavese, poet, romancier, critic, traducător italian (n. 1908)
- 1958: Ernest Orlando Lawrence, fizician american, laureat Nobel (n. 1901)
- 1965: Eusebiu Camilar, scriitor român (n. 1910)
- 1965: Le Corbusier, arhitect, urbanist, decorator franco-elvețian (n. 1887)
- 1967: Brian Epstein, om de afaceri englez, impresarul trupei Beatles (n. 1934)
- 1968: Prințesa Marina a Greciei și Danemarcei, ducesă de Kent (n. 1906)

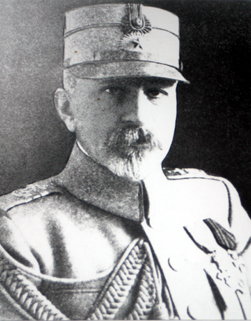
Constantin Prezan, mareșal român
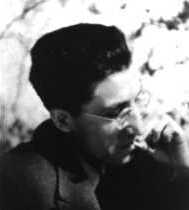
Cesare Pavese, poet italian
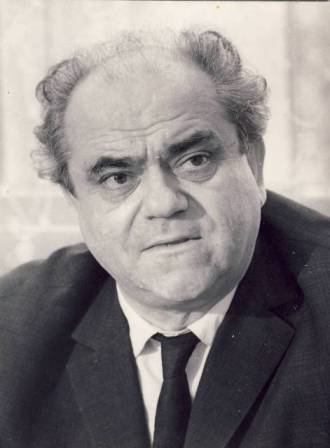
Ștefan Ciobotărașu, actor român

- 1970: Ștefan Ciobotărașu, actor român de teatru și film (n. 1910)
- 1975: Ion Filotti Cantacuzino, scriitor, scenarist, critic și istoric român de film (n. 1908)
- 1979: Louis Mountbatten, Primul Conte Mountbatten de Burma, amiral englez, Guvernator General al Indiei (n. 1900)
- 1990: Ion Th. Grigore, profesor de matematică și epigramist (n. 1907)
- 2009: Serghei Mihalkov, scriitor rus (n. 1912)

## Sărbători
- Cuv. Pimen; Sf. Mc. Eutalia, Fanurie și Osie, Ep. Cordovei (calendar bizantin)
- Sfânta Monica (calendar latin)
- Ziua Independenței (Republica Moldova)